# 金平天后宫
金平天后宫位于中国浙江省舟山市嵊泗县菜园镇金鸡山岛金鸡岙村中心，由岛上渔民集资建造于清同治元年（1862），光绪十八年（1892）重修。建筑坐西朝东，现由前殿五间、戏台一间、正殿三间（原为五间）和两侧厢房各四间组成，戏台为歇山顶，其余均为硬山顶。前殿和厢房为原物，其余为近年重建。